# Amphicnephes fasciola
Amphicnephes fasciola är en tvåvingeart som beskrevs av Daniel William Coquillett 1900. Amphicnephes fasciola ingår i släktet Amphicnephes och familjen bredmunsflugor. Inga underarter finns listade i Catalogue of Life.